# Aeroport de Barra
L'aeroport de Barra (Codi IATA: BRR - Codi ICAO: EGPR) (també conegut com Barra Eoligarry Airport) És un aeroport situat a l'ample badía de Traigh Mhor a la punta Nord de l'illa de Barra, que forma part de les Hèbrides Exteriors (Escocia), al Regne Unit.
L'aeroport destaca per ser l'únic aeroport del món, amb vols regulars, on les seves operacions es realitzen sobre la superfície d'una platja.